# Jean Le Gac
Jean Le Gac (Alès, 6 maggio 1936) è un pittore e fotografo francese, fra i rappresentanti della Nouvelle figuration.